# Mutant X
Mutant X (en español: Mutantes X) fue una serie de ciencia ficción transmitida del 6 de octubre de 2001 al 17 de mayo de 2004 por medio de la cadena de redifusión y fue creada por Avi Arad. 
La serie contó con la participación invitada de los actores Scott Adkins, Diego Klattenhoff, Alan Van Sprang, Stephen McHattie, Greg Bryk, Callum Keith Rennie, Sarah Gadon, Peter Stebbings, David Sutcliffe, Anthony Lemke, David Hewlett, Jessica Steen, Sandrine Holt, Steve Byers, Laura Vandervoort, Joanne Kelly, Paulino Nunes y  Lindy Booth, entre otros.
A pesar de que la serie tenía altos índices de audiencia y estaba destinada a ser renovada para una cuarta temporada, la serie fue cancelada abruptamente en el 2004, después del desmantelamiento de "Fireworks Entertainment", una de las empresas productoras de la serie.

## Historia
Varios años atrás una empresa conocida como "Genomex" llevó a cabo una serie de experimentos ilegales e inmorales con seres humanos, alterando para siempre el ADN de cualquier hijo/a que puedan tener, para que sean mutaciones. Ahora muchos de esos niños han crecido y poco a poco se ha vuelto más difícil para el resto del mundo ignorar a los Nuevos Mutantes, por lo que Genomex bajo la dirección de Mason Eckhart (uno de los científicos originales de los experimentos), busca explotar a sus creaciones.
Sin embargo Adam Kane, un estratega y jefe de biogenética de los experimentos científicos que se habían llevado a cabo, se da cuenta de sus errores y decide formar un grupo llamado "Mutant X" de personas con poderes para proteger a los Nuevos Mutantes de Eckhart y ayudarlos a controlar sus nuevos poderes y sus diversas condiciones.
El equipo está formado por.:
- Jesse Kilmartin - tiene el poder de alterar la densidad de su cuerpo a voluntad, puede ser intangible o súper-denso haciéndolo casi impermeable al daño, Jesse también puede extender sus poderes a otras personas u objetos a través del contacto físico.
- Brennan Mulwray - es un eléctrico elemental con la capacidad de generar suficiente electricidad en su cuerpo como para abastecer a una ciudad pequeña. Brennan puede disparar poderosos pernos eléctricos a través de sus manos y cuando dispara hacia abajo es capaz de saltar alto. Su principal debilidad es el agua.
- Emma DeLauro - es una poderosa tele-empática, con el poder de comunicarse y recibir los sentimientos y emociones de los que las personas. Entre sus habilidades están la precognición, proyectar pernos de energía psíquica, alterar y borrar recuerdos y la capacidad de manipular e inducir alucinaciones en los demás manejando sus emociones. Durante el inicio de la tercera temporada Emma muere durante la explosión de "Naxcon Corporation Industries", lo que deja destrozados a Brennan, Jesse y Shalimar.
- Lexa Pierce - es una cromática molecular, con la capacidad de doblar la luz para hacerse a ella misma y a cualquiera que toque invisible, también puede disparar rayos o destellos de luz a través de sus dedos. Lexa es una de las mutantes originales y se une al equipo al inicio de la tercera temporada.
- Shalimar Fox - una recombinación de ADN humano y animal, Fox es una felina salvaje con el poder de la fuerza, velocidad, curación, agilidad, reflejos y anticipación al peligro.

## Reparto

### Personajes principales
| Actor            | Personaje       | Ocupación / Poder                      | Nº de episodios | Duración    |
| ---------------- | --------------- | -------------------------------------- | --------------- | ----------- |
| Victor Webster   | Brennan Mulwray | Eléctrico                              | 66              | 2001 - 2004 |
| Forbes March     | Jesse Kilmartin | Molecular                              | 66              | 2001 - 2004 |
| John Shea        | Adam Kane       | Estratega y Jefe del Centro "Mutant X" | 51              | 2001 - 2004 |
| Lauren Lee Smith | Emma DeLauro    | Tele-Empática                          | 45              | 2001 - 2004 |
| Victoria Pratt   | Shalimar Fox    | Felino                                 | 66              | 2001 - 2004 |
| Karen Cliche     | Lexa Pierce     | Cromática Molecular                    | 22              | 2003 - 2004 |

### Personajes Recurrentes
| Actor                | Personaje            | Ocupación                                                          | Nº de episodios | Duración    |
| -------------------- | -------------------- | ------------------------------------------------------------------ | --------------- | ----------- |
| Tom McCamus          | Mason Eckhart        | Jefe de la Agencia de Seguridad Genética "GSA" / exjefe de Genomex | 28              | 2001 - 2004 |
| George Buza          | -                    | Miembro del Grupo "Dominion"                                       | 12              | 2003 - 2004 |
| Andrew Gillies       | Dr. Kenneth Harrison | Doctor                                                             | 5               | 2002 - 2004 |
| Michael Easton       | Gabriel Ashlocke     | "Paciente Zero" (tiene poderes de todos los mutantes)              | 4               | 2002        |
| Art Hindle           | Noah Kilmartin       | Padre de Jesse                                                     | 1               | 2002        |
| Steve Byers          | Leo Pierce           | Hermano de Lexi                                                    | 1               | 2004        |
| Eugene Robert Glazer | Nicholas Fox         | Padre de Shalimar                                                  | 1               | 2003        |

## Episodios
- La primera temporada estuvo conformada por 22 episodios.
- La segunda temporada estuvo conformada por 22 episodios.
- La tercera temporada estuvo conformada por 22 episodios.

## Premios y nominaciones
| Año  | Categoría                                                                             | Premio          | Nominados (as)            | Resultado |
| ---- | ------------------------------------------------------------------------------------- | --------------- | ------------------------- | --------- |
| 2005 | Outstanding Achievement in Sound Editing - Television Series (episodio "The Assault") | DGC Craft Award | Mark Gingras & Jill Purdy | Nominados |
| 2004 | Outstanding Achievement in Sound Editing - Television Series (episodio "No Exit")     | DGC Craft Award | Mark Gingras & Jill Purdy | Nominados |
| 2004 | Best Supporting Actress in a Television Series                                        | Saturn Award    | Victoria Pratt            | Nominada  |
| 2003 | Best Syndicated/Cable Television Series                                               | Saturn Award    | Mutant X                  | Nominado  |
| 2003 | Best Cinematography in TV Series (episodio "Nothing to Fear")                         | CSC Award       | Nikos Evdemon             | Ganó      |
| 2002 | Best Cinematography in TV Series (episodio "Lazarus Syndrome")                        | CSC Award       | Nikos Evdemon             | Nominado  |

## Producción y recepción
La serie fue creada por Avi Arad. La serie fue producida por John Ledford, Jonathan Hackett y Jamie Paul Rock. Además de Arad y Ledford, la serie también contó en la producción ejecutiva con Rick Ungar, Peter Mohan, Jay Firestone y Adam Haight, en asociación con Gary L. Smith, con la supervisora Karen Wookey y el productor ejecutivo creativo Seth Howard.

## Distribución internacional
La serie ha sido adquirida para su emisión en varios países.

### Emisión en otros países
| País           | Título    | Cadena | Fecha de Inicio         | Fecha de Finalización |
| -------------- | --------- | ------ | ----------------------- | --------------------- |
| Alemania       | Mutant X  | -      | 22 de enero de 2003     | -                     |
| Brasil         | -         | -      | 20 de agosto de 2002    | -                     |
| España         | Mutante-X | -      | 5 de mayo de 2002       | -                     |
| Estados Unidos | -         | -      | 6 de octubre de 2001    | -                     |
| Francia        | Mutant X  | -      | diciembre del 2002      | -                     |
| Grecia         | Mutant X  | -      | -                       | -                     |
| Holanda        | -         | -      | 1 de septiembre de 2002 | -                     |
| Hungría        | X csapat  | -      | 21 de junio de 2003     | -                     |
| Italia         | -         | -      | 29 de octubre de 2005   | -                     |
| México         | -         | -      | -                       | -                     |
| Nueva Zelanda  | -         | -      | 4 de julio de 2002      | -                     |
| Reino Unido    | -         | -      | 17 de octubre de 2001   | -                     |